# Emma Catalina Encinas Aguayo
Emma Catalina Encinas Aguayo (también conocida como Emma Gutiérrez Suárez o Emma G. Suarez) fue la primera mexicana en obtener una licencia de piloto en su país. Cuando dejó la aviación, se hizo intérprete y traductora para diversas oficinas gubernamentales. Fue también la traductora oficial del presidente Luis Echeverría y su familia. Fue intérprete en las Naciones Unidas y fungió como directora general de la Alliance of Pan American Round Tables durante muchos años. Fue la primera en ser honrada como Mujer del Año por la Pan American Alliance en 1967.

## Biografía
Emma Catalina Francisca Guadalupe Encinas Aguayo nació el 24 de octubre de 1909 en el pueblo de Mineral de Dolores, Chihuahua, México. En su niñez, su familia escapó del estado debido a la Revolución mexicana, estableciéndose en El Paso, Texas. Encinas asistió a una escuela privada para chicas y posteriormente viajó a Los Angeles, California. Estudió en la Universidad de California durante un año, entonces estudió danza, participando en teatro y otras producciones. Formó parte del elenco de al menos dos películas Rio Rita y Romance of the Rio Grande. Después de 2 años de estudio regresó a Chihuahua.

## Carrera
Fundó una escuela de baile en Chihuahua donde empezó a dar clases, pero soñaba con aprender a volar. Un amigo le presentó a Roberto Fierro Villalobos, creador de una escuela de aviación en México. La escuela estaba en Chihuahua y Encinas usaba las ganancias de la escuela de baile para pagar las clases. Justo cuando se preparaba para un vuelo sola, Villalobos fue llamado de regreso a la capital. Determinada, lo siguió a la Ciudad de México, pero no fue admitida en ninguna escuela de aviación por ser mujer. Finalmente se acercó a Villalobos por segunda vez, él aceptó enseñarle si ella obtenía el permiso de su general, Leobardo C. Ruiz. Ruiz autorizó su instrucción, empezando su entrenamiento en la base Balbuena. Su madre le daba dinero para pagar el entrenamiento, pero ella costeaba sus necesidades traduciendo revistas de aviación y dando clases de inglés a los pilotos. Completó su examen de vuelo el 20 de noviembre de 1932 y recibió su licencia justo después. El 4 de diciembre de 1932, la licencia #54 de México fue concedida a Encinas, siendo la primera mujer en obtener una licencia de piloto en el país.
Se convirtió en protegida del cuerpo aéreo mexicano, piloteando aviones del gobierno, e incluso el avión presidencial. Después de casarse abandonó la aviación y se mudó con su esposo a Las Choapas, Veracruz. Trabajó como maestra de piano e instructora de ballet por un tiempo. Entonces la pareja se mudó a Tehuantepec, donde llamó su atención la Alliance of Pan American Round Tables, una organización de mujeres formada en 1916. Se unió a ella en 1940, convirtiéndose en directora nacional mexicana de la alianza en la década de 1950 y en 1962 fue elegida como directora general. En 1966 durante la convención anual, la alianza acordó promover a la "Mujer del año" en reconocimiento a las miembros de la organización. La nominación inaugural fue para Gutiérrez Suárez, a quien dieron el reconocimiento en 1967.
Además de su trabajo en la alianza, se dedicó al empoderamiento de la mujer y luchó para obtener el derecho al sufragio a inicios de la década de 1950. En 1953, se desempeñó como productora de televisión en la Ciudad de México, produciendo programas educacionales para informar a la mujer sobre sus responsabilidades como votante. Escribió varios artículos para diarios mexicanos. También tradujo
cerca de 300 artículos, libros y novelas por año. al ser fluida en inglés, francés, portugués, ruso y español. Trabajó en relaciones públicas para American Airlines México y fungió como traductora para diversos negocios, así como para el centro de las Naciones Unidas en Ciudad de México. En la década de 1960, fue intérprete y traductora en distintas oficinas gubernamentales, así como también para la familia Echeverría. En la década de 1970, se convirtió en la traductora oficial del presidente Luis Echeverría durante su mandato.

## Muerte y legado
Encinas falleció el 5 de noviembre de 1990. Dos años después, un busto costeado por las mujeres del Pan American Round Table fue instalado en el Aeropuerto Internacional de la Ciudad de México en la galería Héroes del mundo de la aviación. Textos relativos a su trabajo en la Panamerican Alliance pueden encontrarse en la Universidad de Texas en Austin como parte de la colección Benson Latin American Collection para la Alliance of Pan American Round Tables bajo el nombre Emma G. Suarez.